# Ligamentul trapezoid
Ligamentul trapezoid (Ligamentum trapezoideum) este o lamă fibroasă groasă, de formă patrulateră trapezoidală, care formează porțiunea anterolaterală a ligamentului coracoclavicular. El se inseră inferior pe fața superioară a procesului coracoid al scapulei și superior pe linia trapezoidă aflată în treimea laterală a feței inferioare a claviculei. Ligamentul trapezoid este un ligament la distanță a articulației acromioclaviculare.
Ligamentul coracoclavicular este format din două porțiuni: ligamentul trapezoid și ligamentul conoid. Ligamentul trapezoid este situat în plan sagital (adică vertical antero-posterior), având astfel o față laterală și alta medială, o margine anterioară și alta posterioară, iar ligamentul conoid este așezat în plan frontal (adică transversal și perpendicular pe planul sagital), prezentând o față anterioară și alta posterioară, o margine medială și alta laterală. Prin urmare, ligamentul trapezoid este așezat înaintea și în afara ligamentului conoid, iar marginea posterioară a ligamentului trapezoid vine în contact cu marginea laterală a ligamentului conoid, între cele două ligamente formându-se astfel un spațiu unghiular umplut cu țesut adipos; uneori, între ele se găsește și o bursă seroasă.

## Funcția
Ligamentul trapezoid și ligamentul conoid au un rol important în menținerea integrității morfofuncționale a articulației acromioclaviculare, realizând unirea la distanță a claviculei cu procesul coracoid al scapulei și suspensia centurii scapulare la claviculă.   Aceste două ligamente fac ca greutatea membrului superior să fie suportată în mai mare măsură de claviculă și în mai mică măsură de acromion  și limitează mișcările dintre scapulă și claviculă. Ruptura lor în disjuncția acromioclaviculară este gravă, acest accident necesită de regulă intervenție chirurgicală.